# Batrachedra helarcha
Batrachedra helarcha là một loài bướm đêm thuộc họ Blastobasidae. Nó được tìm thấy ở Úc.